# جورج تي كليمنس
جورج تي كليمنس (بالإنجليزية: George T. Clemens)‏ هو مصور سينمائي أمريكي، ولد في 26 يوليو 1902 في جوبلن في الولايات المتحدة، وتوفي في 29 أكتوبر 1992.

## وصلات خارجية
- جورج تي كليمنس على موقع IMDb (الإنجليزية)
- جورج تي كليمنس على موقع ألو سيني (الفرنسية)
- جورج تي كليمنس على موقع قاعدة بيانات الأفلام السويدية (السويدية)
- جورج تي كليمنس على موقع قاعدة بيانات الفيلم (الإنجليزية)
- جورج تي كليمنس على موقع كينوبويسك (الروسية)